# 吉爾默 (德克薩斯州)
吉爾默（英語：Gilmer）是一個位於美國德克薩斯州厄普舍縣的城市。根據2010年美國人口普查，該地共人口4905人，而該地的面積約為12.00平方千米。同時該地也是厄普舍縣的縣治。

## 地理
吉爾默的座標為32°43′57″N 94°56′49″W / 32.73250°N 94.94694°W，而該地的平均海拔高度為112米（即367英尺）。